# Новошин
Новоши́н (укр. Новошин) — село в Выгодской поселковой общине Калушского района Ивано-Франковской области Украины.
Население по переписи 2001 года составляло 1083 человека. Занимает площадь 10,5 км². Почтовый индекс — 77554. Телефонный код — 3477.